# 布鲁伊诺
布鲁伊诺（意大利语：Bruino），是意大利皮埃蒙特大区都灵省的一个市镇。人口8520(2010年12月31日)。